# تيبا تراوري
تيبا تراوري (بالفرنسية: Tieba Traoré)‏ (1845-‏1893) كان تيبا تراوري هو الملك الرابع لمملكة كينيدوغو، وحكم من عام 1877 حتى وفاته في عام 1893.

## حياته
كان والد تيبا هو الأمير مانسا، الذي لديه خمسة أبناء ذكور، وكان تيبا أصغرهم. لكن والدة أُسر خلال معركة مع قبائل بوبو وقبائل ديولا، بهدف الحصول على فدية. وعندما توفيت دوالا، تمكن تيبا من إعلان نفسه ملكًا على إخوته الأكبر سنًا بعد انتصارين عسكريين بالقرب من دجيتمانا وتيري. أسس تراوري عاصمة ملكية جديدة هي سيكاسو (الآن في مالي)، حيثُ بنى قصرًا على تلة ماميلون في المدينة. كما بنى أيضًا قصر تاتا الشهير في سيكاسو.

## النزاعات
دخل تيبا بعدة نزاعات للسيطرة على الأراضي، كان معظمها مع سلطنة واسولو بزعامة القائد المسلم ساموري توري، وبدأت هذه النزاعات سنة 1884، وذلك بإرسال تيبا شقيقه سياكا لتثبيت الحدود وتقويتها عند نهر باغوي. ما أدى لتحول المنطقة إلى منطقة معارك خالية من السكان.
عزز تيبا قوته بتحالفه مع الاستعمار الفرنسي، والذين دعموه لمواجهة خصمهم ساموري. وقد حاصر ساموري العاصمة سيكاسو لمدة 15 شهرًا بالفترة بين عامي (1887-1888)، لكن في النهاية نجح تيبا بفك الحصار عن المدينة بدعمٍ فرنسي. عقب ذلك وقع تيبا وثيقة تحالف مع الفرنسيين، بل ورافق العقيد الفرنسي لويس أرشينارد ليشهد تدمير سيغو في عام 1890. وصفه الضابط الفرنسي لويس بينجر، الذي التقى تيبا في عام 1888، بأنه: "رجل شديد الذكاء، يرتدي اللون الأبيض عادة، وتصحبه زوجته في الاجتماعات والمجالس. وكان كرمه أسطوريًا".
كما خاض تيبا حروبًا ناجحة ضد بوبوديولاسو وإمبراطورية كونغ، لكنه مات مسمومًا في 27 يناير 1893، بالقرب من باما أثناء إحدى هذه الحملات، وخلفه شقيقه بابيمبا تراوري.